# Herb gminy Regimin
Herb gminy Regimin – jeden z symboli gminy Regimin, ustanowiony 20 maja 2023.

## Historia
Pomysł na nadanie herbu wyszedł od ówczesnej wójt gminy, Marioli Kołakowskiej, w 2019. Początkowo planowano umieścić w nim herb województwa mazowieckiego, kłos lub kłosy zboża i krzyż, ostatecznie zdecydowano się na wersję odwołującą się do historii i przyrody gminy.

## Wygląd i symbolika
Herb przedstawia na tarczy koloru błękitnego złotą konwalię majową z 11 srebrnymi kwiatami, a nad nią srebrną podkowę ze złotymi krzyżami nad nią i w środku. Podkowa to godło z herbu Lubicz, którym posługiwał się ród Lubiczów, związany z Regiminem, natomiast konwalia majowa symbolizuje dwa rezerwaty przyrody na terenie gminy: Lekowo i Modła, w których znajduje się pod szczególną ochroną. 